# Биг Тимбър
Биг Тимбър (на английски: Big Timber) е град в окръг Суит Грас, щата Монтана, САЩ. Биг Тимбър е с население от 1650 жители (2000) и обща площ от 2,5 km². Намира се на 1247 m надморска височина. ЗИП кодът му е 59011, а телефонният му код е 406.